# 金特四十世 (施瓦茨堡)
金特四十世（德語：Günther XL.，1499年10月31日—1552年11月10日），施瓦茨堡伯爵。

## 家庭
1528年，金特四十世與伊森堡-比丁根-龍訥堡的伊莉莎白結婚，兩人共有4子3女：
1. 金特四十一世（1529年—1583年），阿恩施塔特伯爵
2. 瑪格達列娜（1530年—1565年）
3. 約翰·金特一世（1532年—1586年），松德斯豪森伯爵
4. 威廉一世（1534年—1597年），弗蘭肯豪森伯爵
5. 阿爾布雷希特（1537年—1605年），魯多爾施塔特伯爵
6. 希比拉·安娜（1540年—1578年）
7. 伊莉莎白（1541年—1612年）